# Nhà máy White

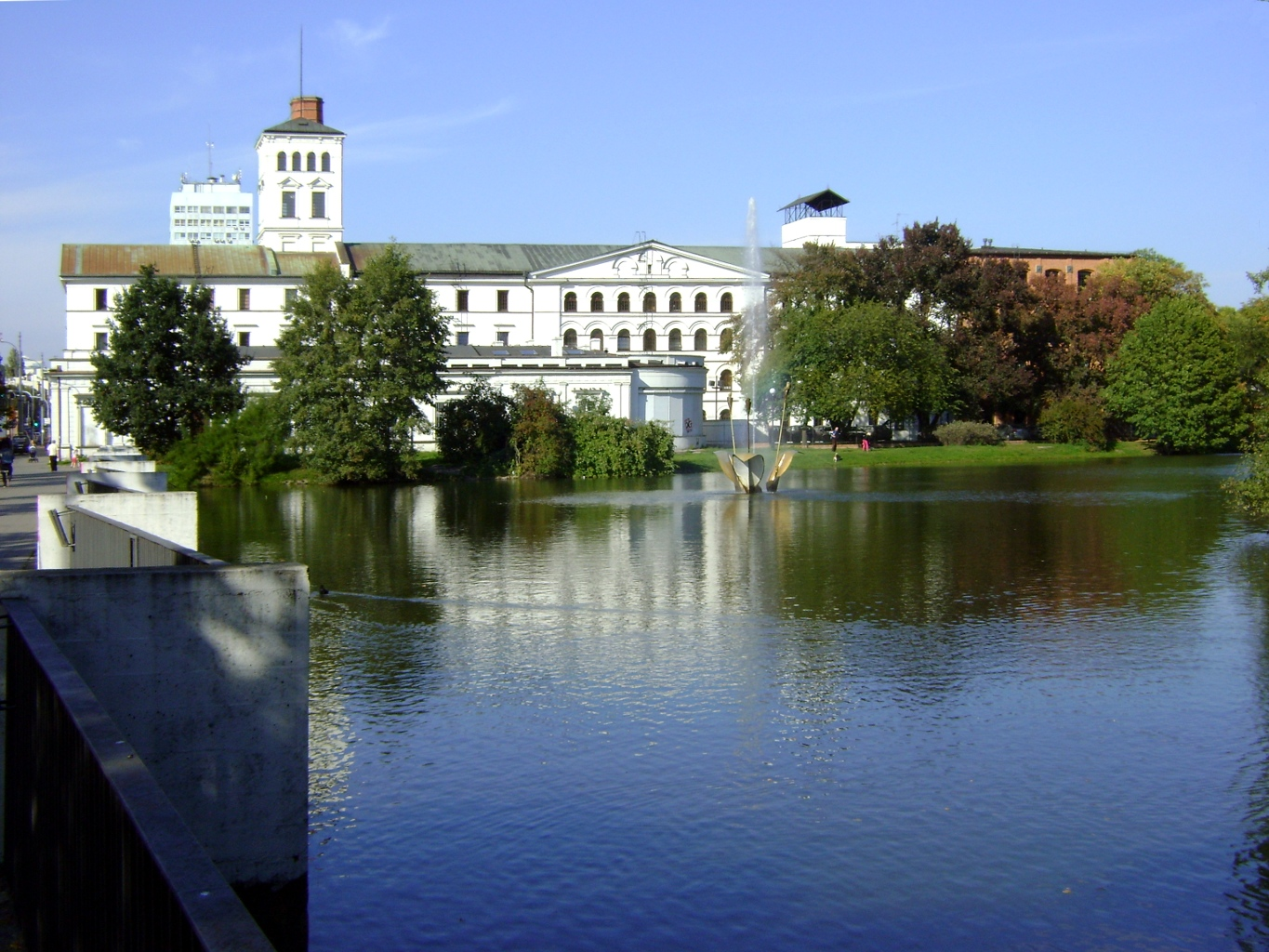
Tổ hợp nhà máy từ phía nam.

Nhà máy White (tiếng Ba Lan: Biała Fabryka) là tòa nhà cổ điển ở Łódź, Ba Lan, được xây dựng vào năm 1835-1839 để đặt một nhà máy dệt thuộc về Ludwik Geyer. Hiện tại, nó đang là nơi tổ chức Bảo tàng Dệt may Trung ương và Đoàn múa Dân gian  "HARNAM". Nó được coi là một ví dụ điển hình về kiến trúc công nghiệp sơ khai ở Łódź. Tòa nhà nằm ở cuối phía nam của đường Piotrkowska, phía nam trung tâm thành phố.
Trong nửa đầu thế kỷ 19, Łódź, một phần của Đế quốc Nga và trước đây là một thị trấn nhỏ, đã trải qua sự phát triển kinh tế và công nghiệp nhanh chóng. Thành phố mở cửa cho người di cư. Ông Geyer, người Đức gốc từ Sachsen, chuyển đến thành phố để bắt đầu sản xuất dệt may. Tòa nhà được xây dựng lại nhiều lần sau những năm 1830 nhưng vẫn giữ nguyên hình dáng ban đầu. Năm 1955, quyết định được đưa ra để mở Bảo tàng Dệt may Trung ương trong tòa nhà. Năm 1958, tòa nhà được tu sửa để phù hợp tổ chức một bảo tàng. Bảo tàng được thành lập như một tổ chức độc lập vào năm 1960. Đồng thời, tòa nhà vẫn được khai thác như một nhà máy cho đến năm 1990, khi việc sản xuất ở cánh phía đông dừng lại. Khu vực này được chuyển đến bảo tàng vào năm 2002, hoàn thành việc chuyển giao toàn bộ khu phức hợp.
Nha máy White là một tòa nhà bốn cánh với một sân trong. Cánh lâu đời nhất là cánh phía tây, đối diện với đường Piotrkowska. Cánh phía bắc là từ năm 1838, cánh phía nam là từ năm 1847 và cánh phía đông được xây dựng vào năm 1886. Trong sân, gian nồi hơi cũ được xây dựng. Khu phức hợp có một ống khói cao, hai tháp bụi và hai tháp nước, đó là một kiểu thiết kế không phổ biến trong nửa đầu thế kỷ 19. Phía nam của tòa nhà có một cái ao. Bên cạnh Nhà máy White, trong khuôn viên khu công nghiệp, Bảo tàng Kiến trúc Gỗ Łódź ngoài trời đã được khai trương vào năm 2009.
Tòa nhà được đánh giá là một di tích văn hóa.